# Sistema de ligas de futebol do México
O sistema de ligas de futebol do México é organizado pela Federacìón Mexicana de Fútbol Asociación (FMF/Femexfut). Os torneios consistem em vários níveis profissionais masculinos e femininos.

## Masculino
É organizado pela Federacìón Mexicana de Fútbol Asociación e consiste em quatro níveis.
1. Liga MX (18 clubes)
2. Liga de Expansión MX (15 clubes)
3. Liga Premier de México (51 clubes) (3 grupos)
4. Liga TDP (209 clubes) (17 grupos)

## Feminino
Fundada em 2007, a liga feminina consiste em dois níveis – a divisão superior Super Liga e a divisão inferior Liga Premier. Em setembro de 2017, a Liga MX Femenil foi iniciada, sendo uma liga sub-23 para cidadãs mexicanas, não estando conectada à Super Liga. Há também a Liga Mayor Femenil, que foi estabelecida em 2012, também não está conectada às outras duas.
| Organização | Nível 1                     | Nível 2                            | Nível 3                                |
| ----------- | --------------------------- | ---------------------------------- | -------------------------------------- |
| FMF         | Liga MX Femenil (18 clubes) | –                                  | –                                      |
| LIMEFFE     | Super Liga (23 clubes)      | Liga Premier (27 clubes, 2 grupos) | Segunda División (26 clubes, 2 grupos) |
| LMF         | Liga Mayor Femenil          | –                                  | –                                      |